# Línea Needham
La Línea Needham (en inglés: Needham Line) es una de las doce líneas del Tren de Cercanías de Boston. La línea opera entre las estaciones Estación del Sur y en Needham Heights, iniciando desde Boston, Massachusetts a Needham, Massachusetts.